# (6207) Bourvil
(6207) Bourvil ist ein Asteroid des Hauptgürtels, der am 24. Januar 1988 von den japanischen Astronomen Seiji Ueda und Hiroshi Kaneda an der Sternwarte (IAU-Code 399) in Kushiro entdeckt wurde.
Der Asteroid wurde am 13. April 2006 nach dem französischen Schauspieler und Chansonnier Bourvil (1917–1970) benannt, der als André Robert Raimbourg geboren wurde und den Künstlernamen Bourvil annahm, um Verwechslungen zu vermeiden.